# 瓦蓋滕山
47°7′6.88″N 9°0′0.84″E / 47.1185778°N 9.0002333°E
瓦蓋滕山（Wageten），是瑞士的山峰，位於該國中東部，由格拉魯斯州負責管轄，屬於格拉魯斯山的一部分，海拔高度1,755米，每年平均降雨量1,954毫米。